# Выставка

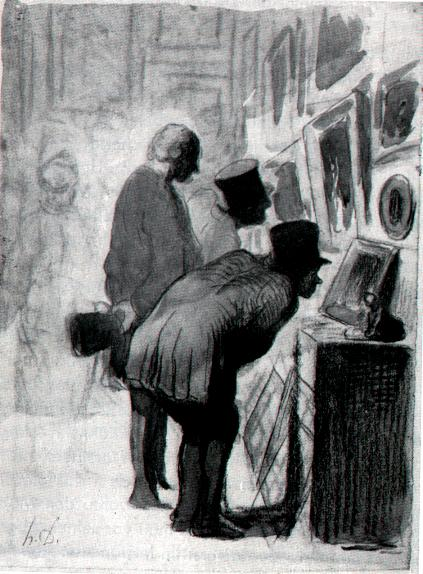
Сделанная О. Домье зарисовка посетителей Галереи старых мастеров

Вы́ставка — публичное представление достижений в области экономики, науки, техники, культуры, искусства и других областях общественной жизни. Понятие может обозначать как само мероприятие, так и место проведения этого мероприятия.
Различают выставки: местные, национальные, международные и всемирные, а также всеобщие, охватывающие все отрасли человеческой деятельности (например, Выставка достижений народного хозяйства СССР ВДНХ), и специализированные, посвящённые только одной области деятельности человека. К последним относятся художественные, промышленные и сельскохозяйственные. Также различают выставки периодические (временные), постоянные и передвижные (последовательно показываемые в ряде городов).
Выставка (по определению «Международного бюро выставок») — это показ, какого бы ни было его наименования, путём представления средств, имеющихся в распоряжении человечества для удовлетворения потребностей, а также в целях прогресса в одной или нескольких областях его деятельности.
Выставки — рыночные мероприятия с ограниченным временем проведения. Адресуя свои экспонаты преимущественно обычным посетителям-неспециалистам, многочисленные участвующие в выставке предприятия представляют и реализуют характерные товары и услуги одной или нескольких отраслей или информируют потребителей с целью содействия сбыту товаров.

## История
Своё начало выставки ведут от французских музеев, начало которым положил ещё Мазарини и Кольбер. Но первой выставкой, напоминающей современные, была выставка парижской Школы изящных искусств в 1763 году. Примеру Парижа последовали Дрезден (1765), Берлин (1786), Мюнхен (1788) и другие.
Первая всемирная промышленная выставка была устроена в Лондоне в 1851 году. Всемирные выставки второй половины XIX века становились грандиозными событиями и нередко приводили к основательной реконструкции города, где проводились. К примеру, знаменитая Эйфелева башня была сооружена ко Всемирной выставке 1889 года и служила ей входной аркой.
"В дореволюционной России проводилось 16-17 тысяч выставок и ярмарок ежегодно... За годы Советской власти выставочная деятельность развивалась значительно активнее, чем другие формы рекламной деятельности... Одна из наиболее крупных выставок этого периода проводила, функционировавшая в Москве с 1918 г. по 1928 г в Петровском пассаже, -- Постоянная промышленно-показательная выставка ВСНХ, ставшая значительным событием выставочной деятельности в Советском Союзе. В 1931 г. в Центральном парке культуры и отдыха им М. Горького (г. Москва), была развернута выставка "Ресурсы страны", а в 1932 г. -- "Гиганты пятилетки".  Сегодня устойчиво растет число специализированных выставок. По экспертным оценками, оборот выставочного рынка составляет около 350 млн. долл. в год. "В России ныне работают 240 выставочных компаний. Свои выставки имеет 41 регион страны. Общее количество занятых в отрасли достигает 20 тыс. человек. Совокупная клиентская база выставочных компаний, состоящая из компаний и предприятий, регулярно принимающих участие в выставках, насчитывает 140 тыс. Всего в России зарегистрировано 12 тысяч выставочных тем".

## Современное выставочное дело
Сегодня выставки породили целую отрасль с многомиллиардными оборотами — выставочный бизнес. Выставки и ярмарки имеют отличительные и общие признаки. В комплексе выполняемых видов деятельности выставки и ярмарки во многом стали идентичными, а сами виды деятельности стали конвергироваться между собой. В технологии маркетинговых коммуникаций участие той или иной организации в выставке или ярмарке незначительно отличается друг от друга. И ярмарки и выставки становятся единым синтетическим средством маркетинговых коммуникаций. Тем не менее, понятия "выставка" и "ярмарка" не являются синонимами".
Современные выставки подвергаются выставочному аудиту таких организаций, как UFI. Стандарты группы ISO 25639 определяют различные стороны выставочной деятельности.
Среди наиболее известных российских выставочных предприятий можно отметить Экспоцентр, Всероссийский выставочный центр, Крокус-экспо, Екатеринбург-Экспо, Казань Экспо и др.

## Выставочный бизнес в России

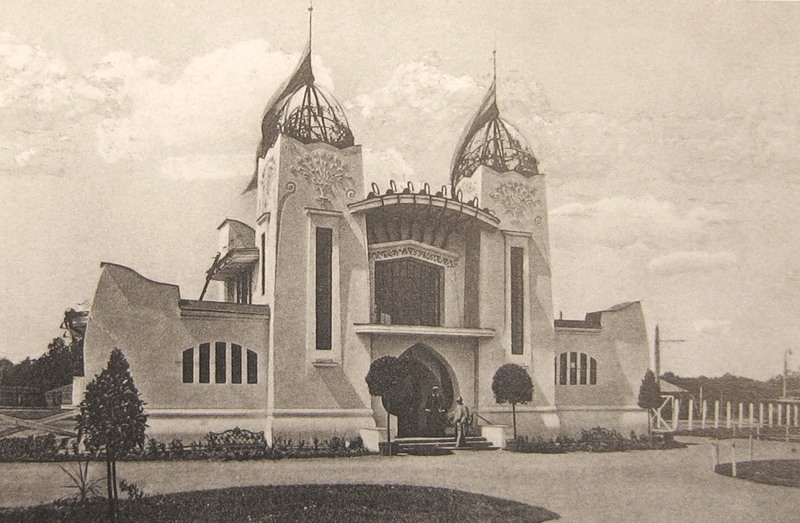
Выставочный павильон в Казани (начало XX века)

В настоящее время его представляют около 600 компаний — организаторов выставок, а также предоставляющих иные выставочные услуги. Основную роль на рынке играют фирмы, имеющие собственные выставочные программы и активно продвигающие их на российском рынке. Эти фирмы составляют примерно половину от указанного числа.
В настоящее время в России действует 23 выставочных комплексов, общая площадь которых составляет около 370 тыс. кв. м. Причем более 80 % приходится на крупнейшие комплексы, расположенные в Москве, Санкт-Петербурге и Нижнем Новгороде, остальные 20 % на комплексы в других девяти регионах — Екатеринбург, Иркутск, Казань, Калининград, Новосибирск, Пермь, Самара, Уфа, Чебоксары.
По экспертным оценкам, за период 2003—2007 гг. произошел почти двукратный рост числа выставок и количества участников выставок, значительно улучшилось их качество. Происходит увеличение доли специализированных выставок по сравнению с универсальными выставками и ярмарками и национальными выставками зарубежных стран, проводимых в России.
Таким образом, имеет место ярко выраженная тенденция к дальнейшему развитию выставочно-ярмарочной деятельности в стране, что оказывает стимулирующее влияние на повышение экономической активности в субъектах федерации и на развитие российской экономики в целом.